# Kumis
El kumis (también llamado airag, cosmos, qumiz, koumiss, kumys o kymys) es un producto lácteo fermentado, ácido alcohólico.

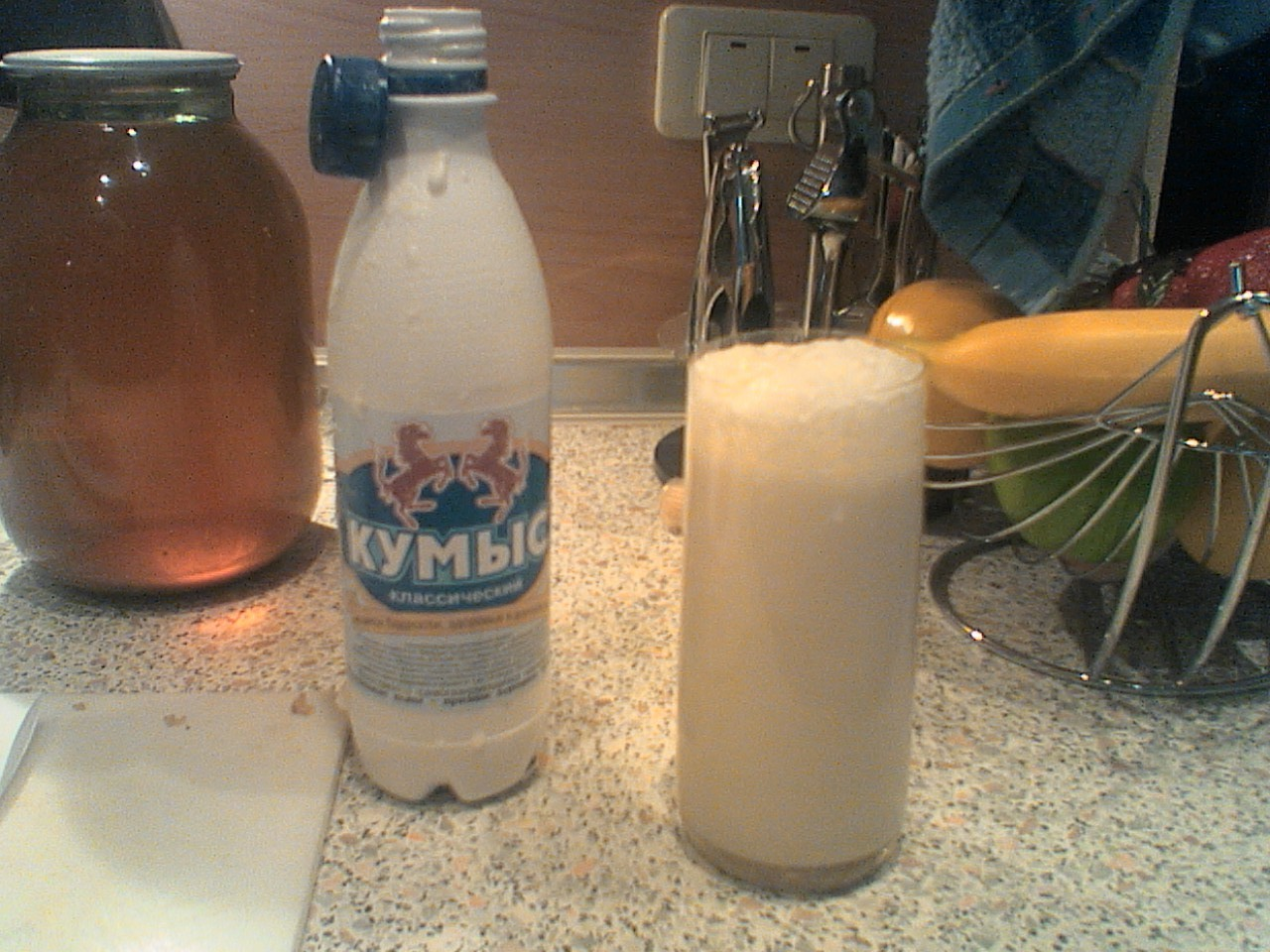
Una botella y vaso de kumis

El kumis es la bebida tradicional elaborada por los residentes en las estepas de Asia Central, incluidas China, Rusia y Mongolia, está elaborada con leche de yegua o de vaca.
La palabra kumis proviene de la palabra turca kımız. Kurmann deriva la palabra del nombre de los Kumyks, uno de los muchos pueblos turcos, aunque esto parece ser una afirmación puramente especulativa.

## Historia

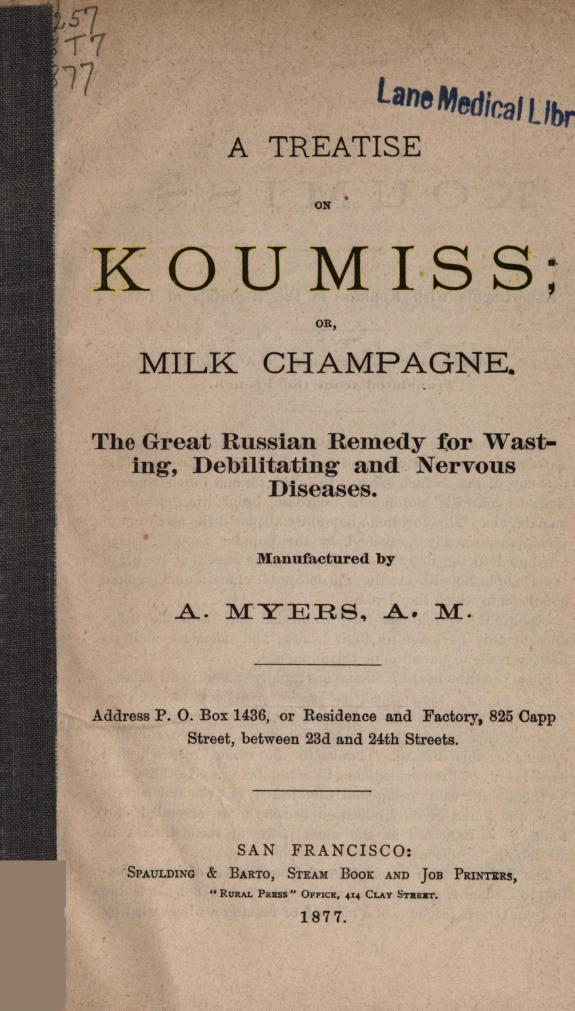
Kumis: el champán de leche

El kumis es una bebida antigua. Las investigaciones arqueológicas de la cultura Botai de la antigua Kazajistán (c. 3700–3100 a. C.) han revelado rastros de leche en cuencos del sitio de Botai, lo que sugiere la domesticación del animal. Aún no se ha encontrado evidencia específica de su fermentación, pero considerando la ubicación del cultivo Botai y las propiedades nutricionales de la leche de yegua, la posibilidad es alta.
El historiador griego Heródoto, del siglo V a. C., describió en sus Historias el ordeño de yeguas entre los escitas —un pueblo nómada que vivía en las estepas de Asia central—, posiblemente la primera descripción de la fabricación de kumis en la antigüedad:

Ahora los escitas ciegan a todos sus esclavos, para usarlos en la preparación de su leche. El plan que siguen es empujar tubos hechos de hueso, no muy diferente a nuestros tubos musicales, hasta la vulva de la yegua, y luego soplar en los tubos con la boca, algunos ordeñando mientras otros soplan. Dicen que hacen esto porque cuando las venas del animal están llenas de aire, la ubre es forzada hacia abajo. La leche así obtenida se vierte en profundos toneles de madera, alrededor de los cuales se colocan los esclavos ciegos, y luego se remueve la leche. Lo que sube a la cima se extrae y se considera la mejor parte; la parte inferior es de menor importancia.

El kumis una bebida tradicional de la zona de Asia Central, llamada airag por las tribus mongolas, y sobre todo el pueblo kirguís, que se piensa que desarrollaron este tipo de bebida en torno al siglo XIII. Sin embargo, hay constancia de que el kumis era una bebida que formaba parte de la alimentación de los antiguos escitas, un grupo de pueblos arios nómadas y guerreros, que habitó la zona de Eurasia en torno al siglo VII a. C.
El kumis es la bebida favorita de los mongoles, kazajos y kirguisos (grupos a menudo denominados colectivamente como "tártaros"). Los calmucos y la mayoría de las tribus de pastores de Asia Central preparan dos tipos de bebidas con la leche de su ganado. Uno es el kumis, el cual se corresponde con la "piimä" de los lapones elaborada con leche de reno. La otra es el "rak" o "raky", una bebida alcohólica de sabor agradable, obtenida por la destilación del kumis. El término raki proviene del turco rakı. y del árabe arak (árabe: عرق [ʕaraq]), que significa "destilado", otras variantes son araka, araki, ariki. Los teleutas, un grupo étnico turco que vive en Siberia, usan también el término arakı para el vino y otras bebidas alcohólicas.
Los calmulcos hacían la destilación del kumis en un recipiente de arcilla sin quemar. Un trozo de caña servía como tubo de entrega, finalmente el receptor se cubría con arcilla húmeda para condensar el vapor. La destilación se efectuaba a veces con juncos o hierbas secas como combustible, pero generalmente con estiércol de ganado, especialmente el dromedario, previamente secado al sol. El kumis se preparaba mezclando seis partes de leche tibia con una de agua tibia, y algunos viejos kumis como fermento, y agitándolo frecuente. La temperatura y la agitación eran esenciales para la fermentación. La preparación de estas bebidas era oficio de las mujeres.
Para guerreros errantes como Genghis Khan y Atila el Huno, las yeguas proporcionaban kumis, carne y transporte, todo en uno. Crónicas del siglo XIII describen cómo en Mongolia el kumis hacía a la gente feliz y embriagada. Los nómadas de Asia central empleaban la destilación por congelación para destilar el kumis en una bebida alcohólica fuerte llamada araka o arkhi.
El fraile William de Rubruck, quien visitó a los mongoles en el siglo XIII, escribió acerca del kumis: "Es picante", informó, "y cuando un hombre ha terminado de beber, deja un sabor a leche de almendras en la lengua, y alegra al hombre interior y también intoxica las cabezas débiles, y provoca mucho la micción".

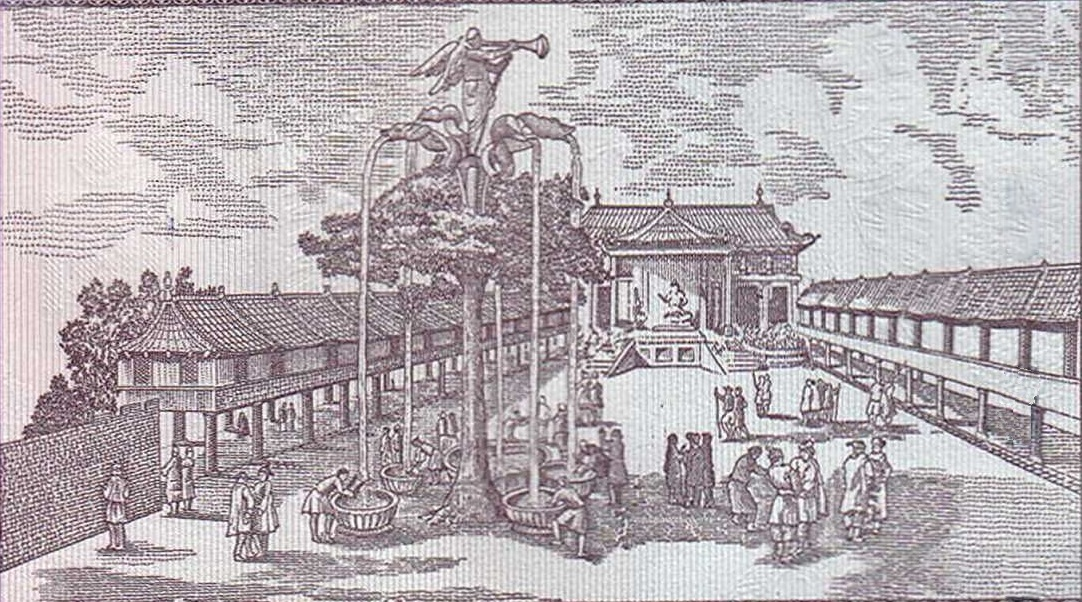
Árbol de plata de Karakórum

William de Rubruck siguió al gran Kan "Khakan" Mongke, nieto de Genghis Khan, hasta Karakorum. El palacio imperial, rodeado de una pared de ladrillo, se extendía de norte a sur. Su lado sur tenía tres puertas. Su edificio central era como una iglesia, y constaba de una nave y dos pasillos, separados por columnas. Aquí el tribunal se sentaba en grandes ocasiones. Frente al trono se colocó una fuente de plata con forma de árbol. Había cuatro conductos que conducían al árbol, justo en la parte superior, con sus extremos curvados hacia abajo y sobre cada uno de ellos se encuentra una serpiente dorada con su cola enroscada alrededor del tronco del árbol. En su base tenía cuatro leones de plata, de cuyas bocas brotaban en cuatro cuencos de plata vino, kumis, hidromiel y terasina. El kumis que salía de la fuente era en realidad kara kumis o caracosmos, una versión destilada de la bebida. En lo alto del árbol, un ángel plateado hacia sonar una trompeta cuando los depósitos debían ser reabastecidos. Esta curiosa pieza de orfebrería del siglo XIII fue realizada por un orfebre parisino llamado Guillaume Bouchier, que había sido capturado en Belgrado, Hungría. Se gastaron 3000 marcos de plata en su fabricación.
Si bien el kumis era la bebida preferida de Genghis Khan, con cada nuevo khan mongol se amplía la variedad de bebidas alcohólicas que se sirven en la corte mongol. Ogodei, tercer hijo de Genghis Khan, era aficionado al vino, introducido con la conquista de Asia Central. El hidromiel, miel fermentada con agua, vino de las conquistas europeas, y el vino de arroz vino de la guerra con el Imperio Song.
Los Kharchin, un subgrupo de los mongoles, solían proporcionar al emperador Khan kumis (airag) durante la dinastía Yuan. Recibieron su nombre, debido a que eran famosos por destilar khara-airag (kumis negro), probablemente un tipo de kumis fabricado mediante una alta destilación especial,
En la época del Imperio mongol, fuentes tan variadas como William de Rubruck, Marco Polo e Ibn Battuta señalan que el kumis cumplía funciones ceremoniales importantes y que manadas enteras de caballos se mantenían únicamente para la producción de kumis. Había un protocolo estricto que acompañaba el servicio y el consumo de kumis.
El consumo ritual de kumis se incorporó a la práctica timúrida temprana, pero a mediados del siglo XV había sido nuevamente relegado a la estepa. Para los gobernantes Jochid y Chagatayid, el kumis mantuvo su importancia ceremonial hasta principios del siglo XVI. Babur registra su uso en una ceremonia de entronización de cola de yak en Moghulistán alrededor de 1501. Sin embargo, a finales del siglo XVI, esta ceremonia fue islamizada por los uzbekos Jochid, y el kumis fue reemplazado por agua del pozo de Zamzam en La Meca.
William de Rubruck informó que los kumis eran tan populares que se necesitaba la leche de 3000 yeguas para satisfacer las necesidades diarias de los 300 guerreros del campamento de Batú Kan. Beber en exceso podría ser un problema importante, y se sabía que varias figuras importantes, incluidos los guerreros de Genghis Khan, habían sucumbido a la borrachera. Se ha sugerido que el hecho de que Marco Polo no hablara del té, la bebida favorita de China, en su descripción del mundo, quizás se deba a la importancia del kumis entre sus anfitriones mongoles.
Un tipo especial de kumis, mencionado por William de Rubruck y Marco Polo, fue preparado a partir de la manada personal de 10,000 caballos blancos y yeguas del khan. Solo el khan y aquellos a quienes él designara podían beber este kumis. Según Marco Polo cuando el khan abandonaba anualmente su palacio de verano el 28 de agosto, los kumis especiales se vertían al suelo para que la tierra, el aire e incluso los dioses falsos tuvieran su parte; esto aseguraba que esas fuerzas protegerían y bendecirían al khan. William de Rubruck cuenta una versión algo diferente: "el festival se llevaba a cabo el 9 de mayo, el día de la luna de mayo, durante el cual se consagraba la manada de yeguas, y los mongoles vertían los nuevos kumis al suelo, la primera producción del año".
Debido a que los caballos son inmunes a algunas enfermedades que afectan a otros animales, como la tuberculosis, y la brucelosis, se comenzó a beber kumis con fines terapéuticos. En Kirguistán y Mongolia, tradicionalmente el kumis se sirve frío en tazas pequeñas conocidas como piyala. El kumis generalmente se toma a sorbos, como un medicamento, que es la reputación que la bebida ha ganado a lo largo de la historia debido a sus beneficios para la salud.
En la historia más reciente, los médicos europeos y rusos del siglo XIX y principios del XX promocionaron el kumis como una verdadera panacea, especialmente para los trastornos de tuberculosis, bronquitis, catarros y anemias. En Rusia se hablaba de una cura de kumis para lo que los pacientes se internaban en sanatorios y bebían varias botellas diarias, durante un par de semanas. A figuras tan ilustres como el autor León Tolstói y el compositor Aleksandr Skriabin se les prescribieron tratamientos de kumis. El escritor Ruso Anton Chejov describió cómo se sometió a un tratamiento de kumis, ganó seis kilos de peso en dos semanas pero no logró curar su tuberculosis.
La moda del kumis se extendió de Europa a los Estados Unidos y pronto se hablaba de "champaña de leche" como el gran remedio ruso para enfermedades debilitantes y de los nervios, indudablemente por ser nutritiva y embriagante a su vez. A principios del siglo XX había sanatorios que ofrecían curas de kumis en París, Nueva York, Washington, Chicago, Philadelphia y San Francisco.
A pesar de que el kumis posee algunos beneficios potenciales para la salud, pronto quedó claro que las cualidades reconstituyentes del kumis se habían exagerado mucho y su uso prescriptivo casi desapareció en la época de la Primera Guerra Mundial. Hoy en día, su consumo se limita principalmente a las poblaciones nómadas y seminómadas, especialmente las de Kazajistán, Kirguistán, Rusia, Mongolia y Mongolia Interior, y la República Popular de China.
Hoy en día la terapia de kumis es una interesante estrategia comercial para el agroturismo en Rusia. Actualmente hay más de diez balnearios que ofrecen la terapia de kumis en la República de Baskortostán. Por ejemplo el balneario de Yumatovo cerca de Ufa, cuenta con un balneario, una planta de kumis y una granja que cría caballos para leche. A pesar de que el balneario está orientado principalmente a pacientes rusos, pronto es probable que se ofrezca también la terapia a pacientes extranjeros.
El kumis es una bebida muy popular en Europa y Suramérica. 
Biskek, la capital de Kirguistán, toma su nombre de la paleta usada para agitar la leche en fermentación para el kumis, lo que muestra la importancia de la bebida en la cultura nacional.

## Producción de leche de yegua

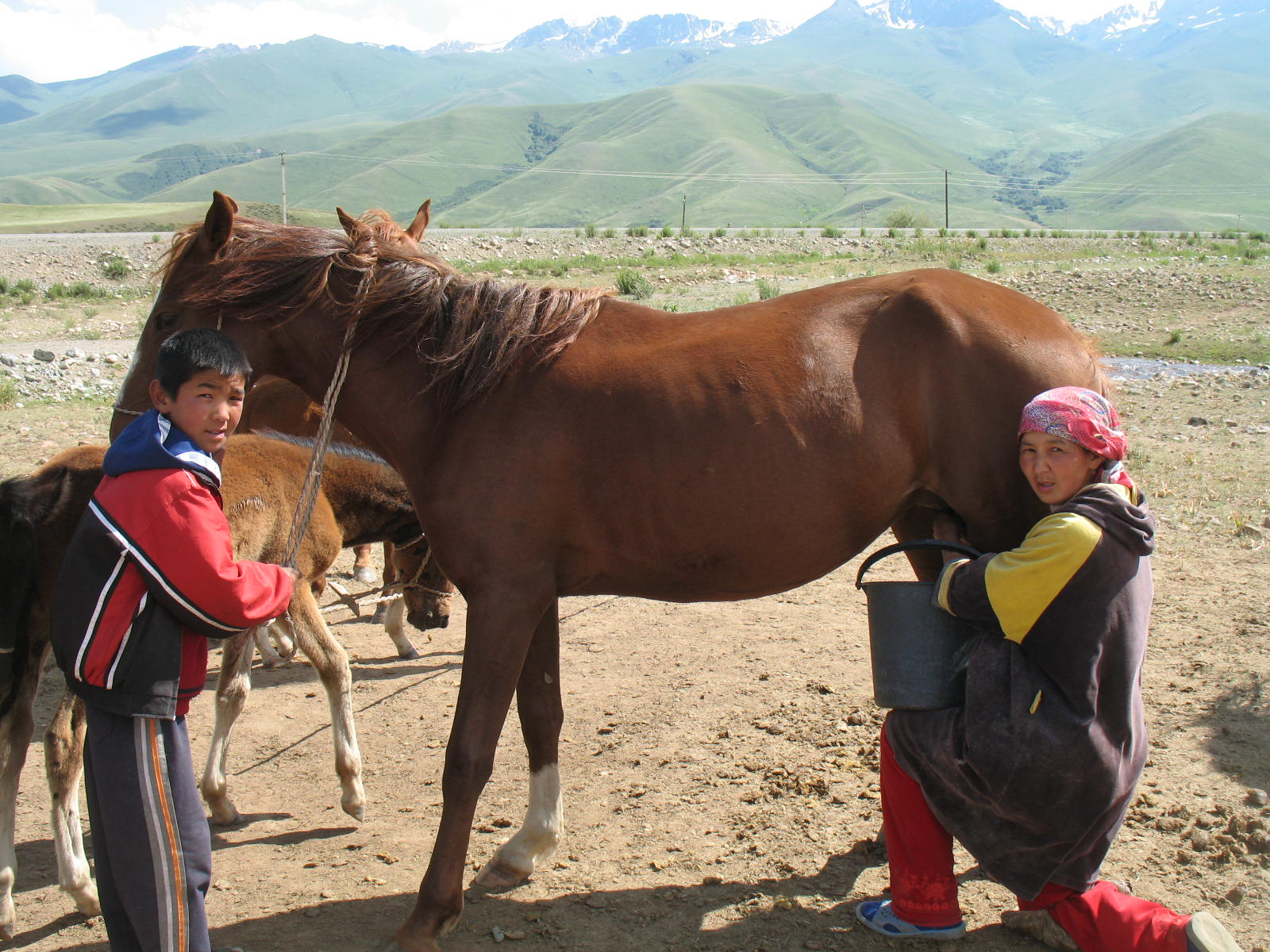
Una yegua siendo ordeñada en Kirguistán.

Ordeñar una yegua es más difícil que una vaca y produce mucha menos leche. Además, las yeguas no se pueden ordeñar de forma continua, sino solo unos meses después del nacimiento de los potros.
La ubre de las yeguas tiene menos capacidad que el de la vaca, por lo que se llena rápidamente. Las yeguas se deben ordeñar de 6 a 8 veces al día. La leche de yegua contiene más lactosa, más albúmina, más ácidos grasos insaturados y menos proteína y grasa (2% a 2,2%) que la leche de otros animales, por lo que es de fácil digestión y muy saludable.
Una fuente de 1982 informó que 230.000 equinos eran mantenidos en la Unión Soviética específicamente para la producción de leche destinada a la elaboración de kumis. Rinchingiin Indra, escribiendo sobre los tambos mongoles, dice que «requiere considerable habilidad el ordeñar una yegua» y describe la técnica: la ordeñadora se arrodilla sobre una sola rodilla con un balde afirmado sobre la otra, estabilizado con un piolín atado a un brazo. Un brazo es envuelto por detrás de la pata posterior de la yegua y el otro en el frente. Un potrillo da inicio al flujo de leche pero es apartado por otra persona aunque se lo deja tocando el costado de la yegua durante todo el proceso.
En Mongolia, la temporada de ordeña equino corre tradicionalmente desde el 16 de junio hasta el 5 de octubre. Durante una temporada una sola yegua produce aproximadamente entre 1000 y 1200 litros de leche, la mitad de la cual es dejada para alimentar a los potrillos.

## Características
El kumis es una leche fermentada de color blanco natural que presenta una consistencia más líquida y suave que el yogur.
El kumis de óptima calidad presenta un sabor ácido no muy fuerte y un aroma fresco característico para el producto. Su textura es más espesa que la de la leche, lisa, sin grumos y no debe ser espumoso ni presentar suero.
El kumis industrial contiene de 0,03% a 1,8% de alcohol dependiendo del tiempo de fermentación. Sin embargo también puede ser destilado para hacer una bebida más fuerte.

## Valor nutricional
El kumis contiene calcio, fósforo, magnesio, potasio y zinc, así como vitaminas como la niacina y el ácido fólico. Es considerado un alimento probiótico con efecto benéfico sobre los sistemas circulatorio, nervioso, endocrino e inmune. Es de fácil digestión, por lo que una ingesta de hasta 10 litros al día no se considera extrema.
El kumis suaviza la piel, aclara el cutis del rostro, mejora la vista y, en general, mejora el bienestar físico. Por su alto contenido de albúmina, en algunas regiones de Mongolia, se usa también para curar la hepatitis. Los microorganismos que fermentan esta bebida también producen compuestos con propiedades antibióticas que protegen a quienes la beben de infecciones bacterianas. Según la tradición, este efecto antibiótico es más fuerte en el kumis fresco.
El kumis es rico en vitaminas, pero la composición específica del producto depende de la estación del año y la calidad de los pastos donde pastan los animales lecheros. Hay más vitaminas en el kumis que en la leche fresca porque los microorganismos aumentan la concentración de varios nutrientes como subproducto del proceso de fermentación.
El kumis es un producto lácteo fermentado mediante hongos y bacterias. Una de las mejores propiedades que posee el kumis es la de restaurar la flora intestinal y facilitar la digestión, mejorándola capacidad de asimilación de los alimentos. El kumis tiene un contenido de lactosa muy bajo, aproximadamente 2,5% y una carbonatación natural considerable.
| Requisitos             | Entera | Entera | Semidescremada | Semidescremada | Descremada | Descremada |
| Requisitos             | Min%   | Max%   | Min%           | Max%           | Min%       | Max%       |
| Grasa                  | 2,5    | -      | 1,0            | < 2,5          | -          | < 1,0      |
| Proteína % m/m         | 2,7    | -      | 2,7            | -              | 2,7        | -          |
| Alcohol etílico %m/v   | 0,5    | -      | 0,5            | -              | 0,5        | -          |
| Presencia adulterantes | -      | -      | -              | -              | -          | -          |
| Grasa Vegetal          | -      | -      | -              | -              | -          | -          |
| Suero de Leche         | -      | -      | -              | -              | -          | -          |

| Calorias         | 95 kcal |
| Grasas           | 3 gr    |
| grasas saturadas | 1,5 gr  |
| grasas trans     | 0 gr    |
| Colesterol       | 10 mg   |
| Carbohidratos    | 14 gr   |
| azúcares         | 4 gr    |
| Proteínas        | 3 gr    |
| Sodio            | 40 mg   |

## Elaboración
Al igual que el kéfir, en su elaboración participan diversos microorganismos, siendo los principales bacterias lácteas como Lactobacillus bulgaricus, Lactobacillus acidophilus, Leuconostoc L. cremoris (Betacocus cremoris), Lactococcus lactis subsp. lactis biovar. diacetilactis (Streptococcus diacetilactis), Lactobacillus rhamnosus, y Acetobacter aceti así como levaduras tales como Kluyveromyces lactis sbsp. lactis, Candida utilis, Candida kéfir y Saccharomyces cerevisiae. Aunque la composición del cultivo varía dependiendo del lugar de elaboración.
Las bacterias del ácido láctico (BAL), son las responsables del sabor ácido y de la textura, además de contribuir al aroma por la formación de acetaldehído. Las bacterias oxidan el alcohol para dar lugar a ácido acético además de otros productos secundarios.
Las levaduras (hongos) oxidan el azúcar de la leche (lactosa) y la transforman en ácido láctico, durante este proceso se produce dióxido de carbono (anhídrido carbónico) más alcohol. La leche se agria y la caseína se precipita en una masa gelatinosa. Sus proteínas albúmina y caseína se transforman incrementando su valor biológico y haciéndose más asimilables.
Las levaduras otorgan el aroma característico del producto final, que puede variar dependiendo del grado de fermentación clasificándose en suave (acidez 0,6-0,8%; alcohol 0,7-1,0%), medio (acidez 0,8-1,0%; alcohol 1,1-1,8%) y fuerte (acidez 1,0- 1,2%; alcohol 1,8-2,5%).
Estos microorganismos (levaduras y bacterias) descomponen de modo más sencillo la lactosa (azúcar de la leche), la cual a muchas personas les produce desórdenes intestinales o incluso intolerancias alimenticias, en ácido láctico. Por esta razón se modifica la leche al punto que el kumis esta casi libre de lactosa.
El ácido láctico impide que los alimentos se deterioren en los intestinos, depurando y ayudando a restablecer el equilibrio de la flora intestinal.
En la fermentación tradicional del kumis los lactobacilos crecen primero, disuelven la lactosa y crean condiciones que promueven el crecimiento de levadura. Para mejorar la fermentación de la levadura, se proporciona aireación de la mezcla batiéndola con tanta frecuencia como sea posible. A medida que avanza la fermentación, se agrega leche fresca a la mezcla de 6 a 8 veces al día (cada vez que se ordeña a las yeguas).
El proceso de fermentación tenía lugar tradicionalmente en un contenedor hecho de cuero de caballo que se dejaba en la parte superior de una yurta y se volteaba en ocasiones, o se ataba a una silla de montar y se movía para evitar la coagulación. Después de un día a caballo, la leche estaba lista para beber.
En la actualidad, un lote de esta bebida se elabora en una enorme bolsa de piel de vaca que puede contener hasta 400 litros. Un método alternativo emplea grandes tinas de madera o de plástico como receptáculos, pero dado que las temperaturas se pueden regular más eficientemente en bolsas de cuero, se prefieren estas últimas. También se utilizan utensilios especiales de madera para acidificar la leche y elaborar el producto final. Por lo general, el proceso de fabricación es bastante simple y no requiere procedimientos complejos.
William Eton, relata como elaborar kumis de forma tradicional según los tártaros y los calmucos: "Tome leche de yegua fresca en cualquier cantidad, agréguele una quinta parte de agua, una octava parte de la leche de vaca más ácida que se pueda obtener, pero en un futuro una porción pequeña de kumis viejo será mejor para la preparación. Cubra el recipiente con un paño grueso y colóquelo en un lugar de calor moderado; déjelo reposar durante veinticuatro horas, al final de las cuales la leche se habrá agriado y una sustancia espesa se habrá acumulado en la parte superior. Luego, con un palo o batidor, bátala hasta que la sustancia espesa antes mencionada se mezcle completamente con el fluido subyacente. Déjelo reposar veinticuatro horas en un recipiente alto y estrecho como por ejemplo un barril o mantequera. La agitación debe repetirse como antes, hasta que el liquido parezca perfectamente homogéneo. En este estado se llama kumis, cuyo sabor debe ser agridulce. La agitación debe emplearse cada vez que se utilice. Bien preparado en recipientes cerrados y guardado en un lugar frío, se conservará durante tres meses o más sin dañar su calidad"
El kumis es una fuente de cultivos de microorganismos para la producción de alimentos y lácteos que los nómadas conservan y transportan a medida que se desplazan de un sitio a otro. Las medidas para preservar los cultivos de kumis generalmente se toman a fines del otoño. El fermento que contiene los microorganismos se seca en una bolsa de algodón limpia y se guarda dentro de las pieles con crema o cuajada de leche. Si la cultura de una familia es particularmente buena, otros hogares pueden desearla. En este caso, según la costumbre, un jinete de otra familia, portando una pequeña bandera para indicar su intención, se acercará a la vivienda de la familia con el preciado fermento. Por lo general, se concede permiso para tomar una muestra, y el hogar receptor utiliza para hacer cultivos madre para producir diversos productos fermentados.
P . Vieth en 1884 explica la preparación moderna: "se trata la leche con levadura del kumis en una batidora de mantequilla, y se guarda a 20°. Después de unas 20 horas se presenta el primer desprendimiento de CO2, introduciendo entonces el liquido en botellas de champagne, se taponan asegurándose el corcho con alambre. La fermentación prosigue y en unos días se obtiene el kumis mediano y en dos o tres semanas el kumis viejo. Si no se dispone de la levadura adecuada se puede emplear levadura de cerveza, obteniéndose entonces bebidas parecidas con cantidad no despreciable al alcohol"
De acuerdo a Boonstra, el porcentaje de inoculación para el kumis varía de 0.5 a 2%, pero generalmente se usa 1% aproximadamente. En un cultivo lento o nuevo se sube un poco el porcentaje de inoculación. Es importante que el cultivo madre quede bien distribuido en la leche. La temperatura ideal para el cultivo del kumis debe ser de 20 a 22 °C, ya que temperaturas más altas son desfavorables para los formadores de aroma. Sobre todo al principio de la incubación debe mantenerse la temperatura estable.
El cultivo de kumis estará listo en 16 a 20 horas, formando un coágulo más o menos firme. Durante este proceso la leche se coagula cuando tiene 0,55% de acidez. El momento óptimo para agitar el kumis, es cuando alcanza el 0,75% de acidez. Si se agita cuando todavía hay insuficiente acidez, hay mucho peligro de separación de suero y posteriormente la aparición de grumos en el producto. Después debe enfriarse o usar el cultivo, ya que demasiada acidez perjudica la actividad de las bacterias.
EI kumis se elabora tradicionalmente con leche cruda de yegua o camella, aunque en la actualidad también se prepara con leche de vaca.
Debido a que la leche de yegua (al igual que la de camella) es pobre en caseínas (proteínas) y grasas, el producto obtenido presenta un coágulo finamente disperso, que se resuspende fácilmente y que apenas se percibe en boca. La leche de yegua tiene adicionalmente más azúcar que la leche de vaca, la cual al fermentarse por acción de las levaduras produce un grado moderado de alcohol. El kumis tradicional de yegua puede contener hasta un tres por ciento de alcohol, lo suficiente para producir una ligera intoxicación.

## Diferencias con el yogur, kéfir, ayran y lassi
El kumis es similar al kéfir, pero se produce a partir de un cultivo iniciador líquido, en contraste con los "granos" de kéfir sólidos. Debido a que la leche de yegua contiene más azúcares que la leche de vaca o de cabra, cuando se fermenta, el kumis en su versión tradicional tiene un contenido de alcohol más alto que el kéfir.
El kumis es originario de los pueblos de las estepas asiáticas (mongoles, cumucos, kazajos, kirguisos, tártaros, calmucos). El kéfir es originario de la región del Cáucaso (Armenia, Azerbaiyán, Georgia, Rusia). El Ayran es una bebida de Oriente Medio (Turquía y el Cáucaso). El origen del yogur por otro lado es muy discutido, algunos lo atribuyen a los pueblos nómadas turcos de Asia Central, otros al sureste de la península balcánica (tracios o etnia han).
El Ayran es una bebida mixta hecha de yogur, agua y sal. El Ayran es muy similar al lassi indio, es su forma tradicional namkeen (o salada). Este se prepara mezclando dahi (yogur) con agua y agregándole sal. Los lassis dulces y de mango son una mezcla de yogur, agua, especias y, a veces, fruta.
En el yogur se produce una fermentación láctica, y en el kumis una fermentación lactoalcohólica. El acetaldehido, otorga al yogur su aroma característico. Mientras que en el caso del kéfir, el kumis y el laban, el alcohol y el dióxido de carbono producidos por la levadura añadida durante el proceso de fermentación, le otorgan una frescura y una textura características a estos productos.
El kumis es más digestivo, un poco más líquido y de sabor más ácido que el yogur, porque contiene más ácido láctico.
Del yogur se exige más espesor y viscosidad que del kumis. Por esto se le agrega a veces a la leche, leche en polvo (1%). La leche para yogur nunca se descrema del todo y en muchos casos se hace de leche entera. El yogur natural contiene entre un 2 y un 4 % de grasa y otros tipos, como por ejemplo el yogur griego, contienen casi un 10%. Un kilogramo de yogur griego requiere 4 litros de leche, mientras que el yogur natural solo requiere 1 kilogramo.
El kumis generalmente se hace de leche totalmente descremada con máximo 0,1%. Para obtener mejor sabor y consistencia se deja también con 1% de grasa y cuando no se almacena por mucho tiempo, se puede hacer también de leche entera.
En la fermentación de la leche para el yogur no se añaden levaduras sino que se emplean cultivos lácticos, principalmente Lactobacillus delbrueckii ssp. bulgaricuss (productor de ácido y aroma) y Streptococcus thermophilus (productor de ácido principalmente).
El cuajo que se forma cuando se fermenta la leche para el kumis se fragmenta muy fácilmente en partículas muy pequeñas, mientras que el cuajo del yogur se mantiene cohesionado, o se deshace en pedazos, facilitando su digestión, por presentar una mayor superficie de contacto.
Para el yogur es importante mantener un porcentaje de inoculación de 2,5% para evitar alteraciones en la relación cocos y bacilos. La temperatura más adecuada para el cultivo del yogur es 45 °C. Su cultivo estará listo en 2,5 horas, enseguida se enfriará, ya que, si no se hace esto, los bacilos ganaran terreno.
|               | Leche  | Kéfir de leche desnatada de dos días | Kumis de leche de yegua de dos días |
| ------------- | ------ | ------------------------------------ | ----------------------------------- |
| Álbumina      | 48 gr  | 38 gr                                | 11,20 gr                            |
| Grasa         | 38 gr  | 20 gr                                | 20,50 gr                            |
| Lactosa       | 41 gr  | 20,03 gr                             | 22 gr                               |
| Ácido láctico | -      | 9 gr                                 | 11,50 gr                            |
| Alcohol       | -      | 8 gr                                 | 16,50 gr                            |
| Agua y sal    | 873 gr | 904,07 gr                            | 918,3 gr                            |